# Mosto

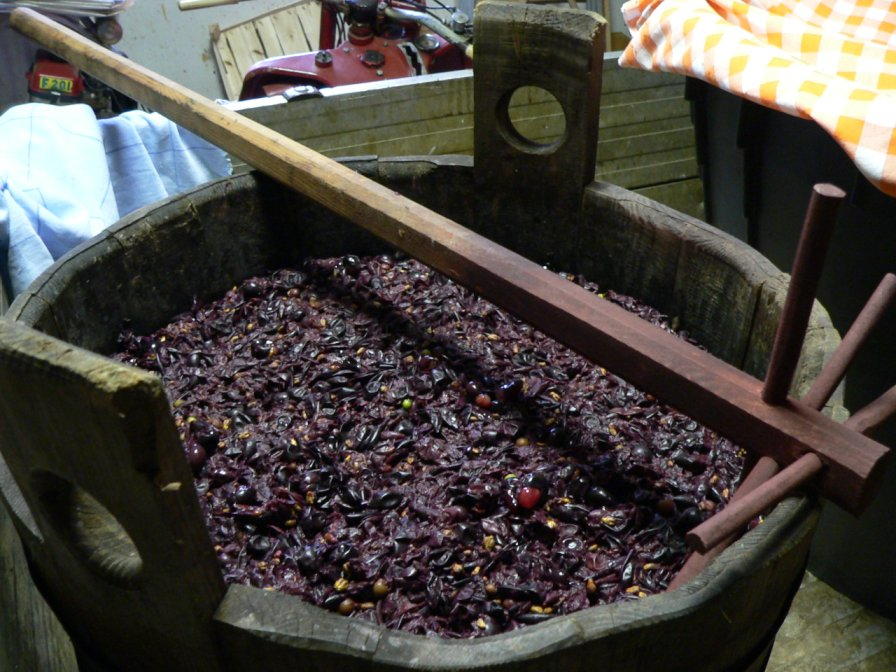
Uvas siendo prensadas para obtener mosto.

El mosto (del latín "mustum vinum", literalmente, "vino joven") puede ser el zumo de la uva, que puede consumirse así o ser fermentado para la producción de vino, pero en el suroeste de España, la palabra mosto hace referencia a un tipo de vino joven.
El mosto ya se producía en la época romana.
Según un estudio de la Universidad de Georgetown de 2008, el zumo de uva tinta (mosto tinto) protege el corazón y las arterias, y beberlo dos veces al día retrasa la oxidación del colesterol malo.

## Mosto en el suroeste de España

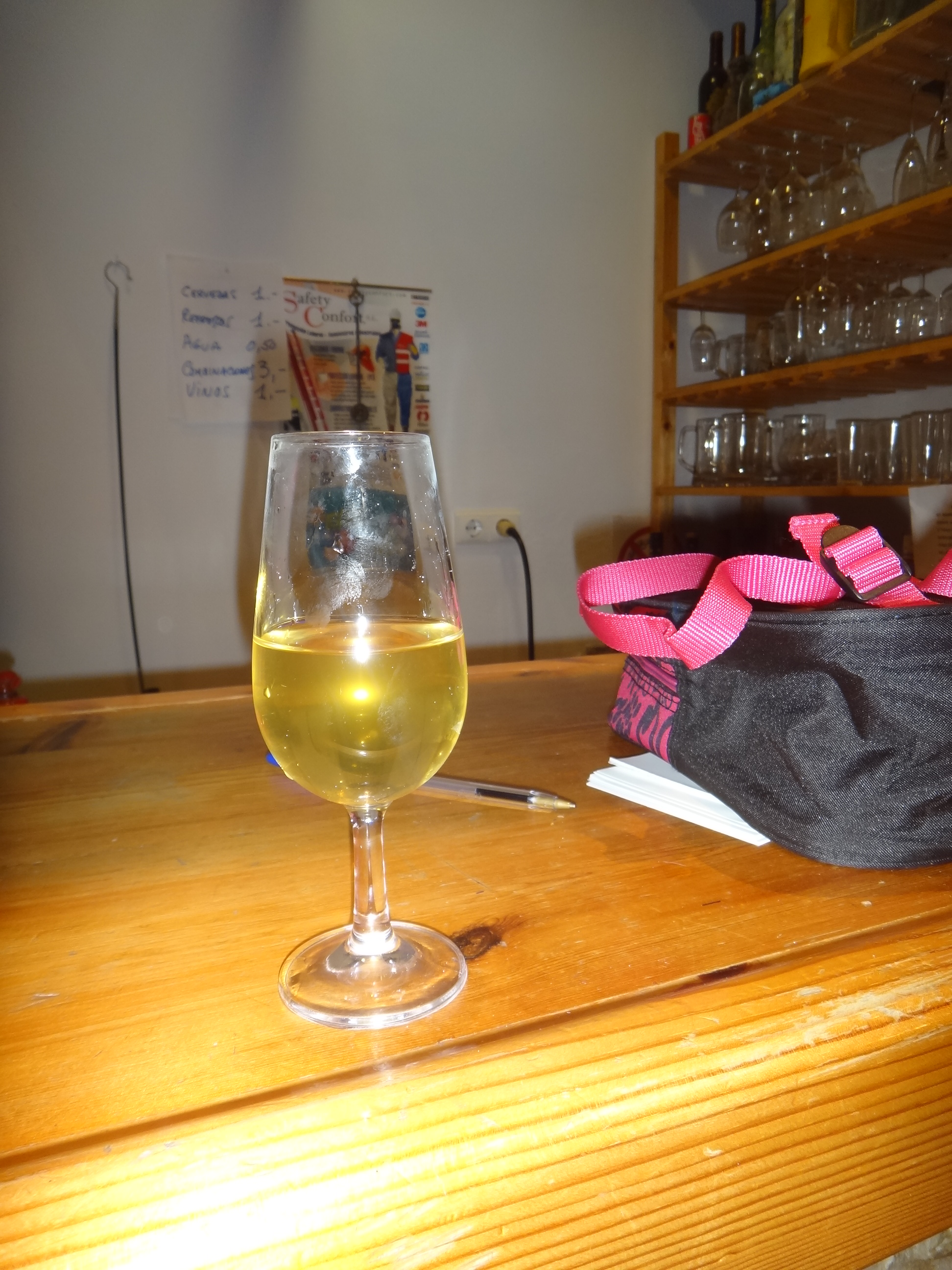
Mosto de Jerez

En el Condado de Huelva, el Aljarafe, el Bajo Guadalquivir y el Marco de Jerez, el mosto es un vino joven resultante de fermentación y encubado, tradicionalmente en bocoyes (toneles o barricas de capacidad de entre 500 y 600 litros) de madera, que suele ser de castaño o de roble americano. Se degusta a partir de los 40 días, sobre el mes de noviembre. Tras este corto proceso de vinificación, llega a alcanzar una graduación alcohólica de entre 9 y 12 grados. Posee aromas florales, cítricos y frutales y una agradable acidez.
Es un atractivo culinario en la zona.